# Boyan Ephraim
Boyan Ephraim (Leiden, 10 juli 1995) is een Nederlandse nieuwslezer. Hij verwierf bekendheid als presentator van het RTL Nieuws en de nieuwsbulletins op Qmusic.

## Loopbaan
Ephraim studeerde journalistiek in Utrecht. Zijn carrière begon in 2012 bij de lokale omroep van Lansingerland. Daar ontving hij een nominatie voor de Lokale Omroep Awards met een documentaire over het oorlogsverleden van die gemeente. In Lansingerland werkte Ephraim ook jaren als politiek verslaggever voor de plaatselijke krant. 
Later ging hij bij de regionale omroepen RTV Rijnmond, Omroep West en Omroep Gelderland aan de slag als verslaggever en nieuwslezer.
Op 4 augustus 2021 was Ephraim voor het eerst te zien als nieuwslezer bij RTL Nieuws, waar hij al enkele jaren als redacteur en voice-over werkte. Hij is ook bekend als nieuwslezer bij Qmusic.

## Trivia
- Ephraim heeft in zijn jeugd altijd gestotterd. Daar heeft hij inmiddels geen last meer van bij het nieuwslezen.[2]
- Hij is woonachtig in Rotterdam.[3]